# زراعة محافظة

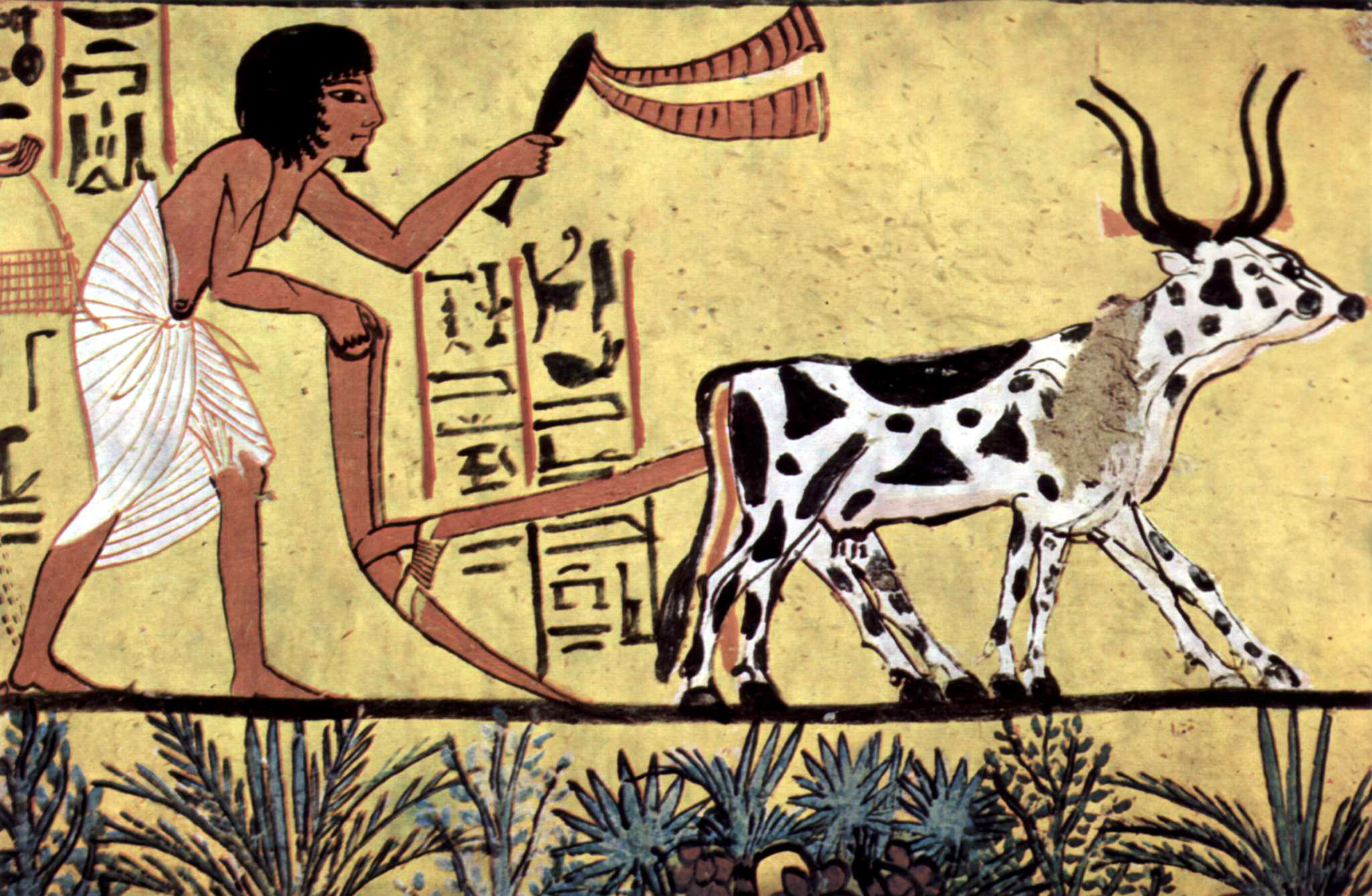

الزراعة المحافظة (بالإنجليزية: Conservation agriculture)، بحسب تعريف منظمة الأمم المتحدة للأغذية والزراعة هو إنتاج المحاصيل الزراعية الموفرة للموارد الذي تسعى إلى تحقيق أرباح مقبولة مع مستويات إنتاج عالية ومستدامة مع الحفاظ في نفس الوقت على البيئة.
وتهدف الزراعة المحافظة إلى تحقيق الزراعة المستدامة والمربحة وتهدف في وقت لاحق إلي تحسين سبل معيشة المزارعين من خلال تطبيق المبادئ الثلاثة؛ الحد الأدنى من اضطراب التربة وغطاء دائم للتربة وتناوب المحاصيل.
وتهدف الزراعة المحافظة إلى تحقيق الزراعة المستدامة والمربحة وتهدف في وقت لاحق إلى تحسين سبل معيشة المزارعين من خلال تطبيق المبادئ الثلاثة؛ الحد الأدنى من اضطراب التربة وغطاء دائم للتربة وتناوب المحاصيل.
الزراعة وفقا لإحصائية قياسية هي «واحدة من أهم القطاعات في اقتصادات معظم الدول» (نيو ستاندرد 1992).
وفي الوقت نفسه، فإن الحفظ هو استخدام الموارد بطريقة تحافظ بشكل آمن على مورد يمكن استخدامه من قبل البشر، وأصبح الحفظ أمراً حرجاً لأن عدد سكان العالم قد ازداد على مر السنين ويتعين إنتاج المزيد من الأغذية كل عام (New Standard 1992)، يُشار أحيانًا إلى «الإدارة البيئية الزراعية»، وقد يتم فرض عقوبات على الزراعة المحافظة على الموارد وتمويلها من خلال برامج الحفظ التي تم إصدارها من خلال التشريعات الزراعية، مثل قانون المزارع الأمريكي.

## المبادئ الرئيسية
حددت منظمة الأغذية والزراعة للأمم المتحدة ثلاثة مبادئ رئيسية يمكن للمنتجين (المزارعين) المضي فيها قدمًا في عملية الزراعة المحافظة، توضح هذه المبادئ الثلاثة ما يعتقده المحافظون والمنتجون أنه يمكن القيام به للحفاظ على ما نستخدمه لفترة أطول من الزمن.
المبدأ الرئيسي الأول في الزراعة المحافظة (الزراعة المحافظة على الموارد) يمارس الحد الأدنى من اضطراب التربة وهو أمر ضروري للحفاظ على المعادن داخل التربة، ووقف التآكل، ومنع فقدان المياه من داخل التربة.
في الماضي، كانت الزراعة تعتبر حراثة التربة عملية رئيسية في إدخال محاصيل جديدة إلى منطقة زراعية ما، كان يعتقد أن حراثة التربة تزيد الخصوبة داخل التربة من خلال التمعدن الذي يحدث في التربة، لكن تم اكتشاف أن حراثة التربة يمكن أن تسبب تآكلًا شديدًا وقشورًا مما يؤدي إلى انخفاض خصوبة التربة، تعتبر اليوم الحراثة بمثابة تدمير المواد العضوية التي يمكن العثور عليها داخل غطاء التربة، وقد اكتسبت الزراعة بدون حراثة عملية يمكن أن توفر مستويات عضوية التربة لفترة أطول ولا تزال تسمح بأن تكون التربة منتجة لفترات أطول (منظمة الأغذية والزراعة 2007)، بالإضافة إلى ذلك يمكن لعملية الحراثة زيادة الوقت والعمل لإنتاج هذا المحصول، وكذلك فإن تقليل حراثة الأرض يقلل من اضطراب التربة الذي بدورة يقلل من تدمير الكائنات الدقيقة والكائنات الحية في التربة التي تدمر في ممارسات الحرث التقليدية، كذلك عند عدم اتباع ممارسات الحراثة التقليدية، يلاحظ المزارع انخفاضًا في تكلفة إنتاج المحصول لأن أحراش الأرض تتطلب المزيد من المال من أجل تغذية الجرارات أو توفير الأعلاف للحيوانات التي تسحب المحراث.
المبدأ الرئيسي الثاني في الزراعة المحافظة هو مثل الأول في التعامل مع حماية التربة، يمكن لمبدأ إدارة التربة العلوية من أجل إنشاء غطاء عضوي دائم للتربة أن يسمح بنمو الكائنات الحية الدقيقة ضمن بنية التربة، هذا النمو سوف يكسر المهاد - وهو طبقة من المواد المطبقة على سطح التربة- المتبقي على سطح التربة، كما سيؤدي تحلل هذا المهاد إلى إنتاج مستوى عال من المواد العضوية  والذي سيعمل كسماد لسطح التربة، إذا تم استخدام ممارسات الزراعة المحافظة لسنوات عديدة وكان يتم بناء مادة عضوية كافية على السطح، عندها ستبدأ طبقة من المهاد بالتشكل، وستساعد هذه الطبقة على منع تآكل التربة وتدمير شكل التربة أو تخطيطها، يؤدي وجود التغطية المتكونة  في طبقة المهاد إلى تقليل سرعة الجريان السطحي وتأثير قطرات المطر وبالتالي تقليل تآكل التربة.
وفقا للمادة «دور الزراعة المحافظة على الموارد والزراعة المستدامة»، فإن طبقة المهاد التي تراكمت بمرور الوقت ستصبح مثل المنطقة العازلة بين التربة والمهاد، وهذا سيساعد على الحد من التآكل الناتج من الرياح والمياه، يساعد هذا النوع من الغطاء الأرضي أيضًا على الحفاظ على مستويات درجة الحرارة والرطوبة في التربة على مستوى أعلى بدلاً من حرثها كل عام (منظمة الأغذية والزراعة 2007).
المبدأ الثالث هو ممارسة دورات المحاصيل المختلفة أو تفاعلات المحاصيل، وفقا لمقال نشر في المعاملات الفسيولوجية للجمعية الملكية بعنوان «دور الزراعة المحافظة على الموارد والزراعة المستدامة»، يمكن استخدام دورات المحاصيل بشكل أفضل كمكافحة الأمراض ضد المحاصيل المفضلة الأخرى (Hobbs et al. 2007)، هذه العملية لن تسمح للآفات مثل الحشرات والحشائش أن يتم تنمو مع محاصيل معينة، سوف تعمل دورات المحاصيل كمبيد حشري طبيعي ومبيدات أعشاب ضد محاصيل معينة.
عدم السماح للحشرات أو الحشائش في إنشاء نمط واحد سيساعد على القضاء على المشكلات المتعلقة بالحد من الغلة والإصابة في الحقول (منظمة الأغذية والزراعة 2007).
يمكن أن تساعد دورات المحاصيل في بناء البنية التحتية للتربة، يسمح إنشاء المحاصيل في تناوب بتراكم واسع النطاق لمناطق التجذير التي ستسمح بتسلل أفضل للمياه (Hobbs et al. 2007).
تتحلل الجزيئات العضوية في التربة إلى الفوسفات والنترات وبعض العناصر المفيدة الأخرى التي يتم امتصاصها بشكل أفضل من قبل النباتات، أما بالنسبة للحرث فإنه يزيد من كمية الأكسجين في التربة ويزيد من العمليات الهوائية، مما يسرع من تفكك المواد العضوية، وبالرغم من توافر المزيد من المغذيات للمحصول التالي، ولكن في الوقت نفسه، يتم استنزاف التربة بسرعة أكبر من احتياطها من المغذيات.

## أمثلة
في الزراعة المحافظة على التربة، هناك العديد من الأمثلة التي يمكن النظر إليها كطريقة للزراعة والحفاظ على التربة في الوقت نفسه، هذه الممارسات معروفة لدى معظم المنتجين بعملية عدم الحراثة هي التي تتبع المبدأ الأول من الزراعة المحافظة، مما تسبب في الحد الأدنى من اضطراب التربة الميكانيكية.
كما أن اتباع مبدأ الزراعة المحافظة يجلب منافع أخرى للمزارع، وفقاً لمنظمة الأغذية والزراعة، تعد الحراثة واحدة من أكثر عمليات «استهلاك الطاقة» التي يمكن استخدامها: لأنها تتطلب الكثير من الوقت والوقود، يمكن للمنتجين توفير 30 ٪ إلى 40 ٪ من الوقت والعمل من خلال ممارسة عملية عدم الحراثة. (منظمة الأغذية والزراعة 3020)
إلى جانب الحفاظ على التربة، هناك أمثلة أخرى على كيفية استخدام الزراعة المحافظة، وفقا لمقال في Science  يسمى «الزراعة ومصير الطبيعة البرية»، هناك نوعان آخران من الزراعة المحافظة، إن ممارسة الزراعة الصديقة للحياة البرية وحفظ الأراضي هي أفكار للمنتجين الذين يتطلعون إلى ممارسة صيانة أفضل نحو التنوع البيولوجي (Green, et al. 2005).

### الزراعة الصديقة للحياة البرية
الزراعة الصديقة للحياة البرية هي ممارسة لوضع قطعة من الأرض لن يتم زراعتها من قبل المنتج (المزارع)، سيتم وضع هذه الأرض جانبا بحيث يكون للتنوع البيولوجي فرصة ليثبت نفسه في المناطق ذات الحقول الزراعية.
وفي الوقت نفسه، يحاول المنتج/المزارع خفض كمية الأسمدة والمبيدات المستخدمة في الحقول حتى يكون لدى الكائنات الحية والنشاط الميكروبي فرصة لترسيخ نفسه في التربة والسكن (Green, et al. 2005).
ولكن كما هو الحال في جميع الأنظمة، لا يمكن أن يكون كل شيء مثاليًا، ولإيجاد حل مناسب للتنوع البيولوجي، يجب تخفيض شيء ما وكما هو الحال بالنسبة للمزارعين ففي هذه الحالة سيتم تخفيض العائد لذلك يمكننا الآن النظر إلى الفكرة الثانية حول حفظ الأراضي كطريقة بديلة.

### حفظ الأراضي
حفظ الأراضي هو وسيلة أخرى تضع المنتجون والمحافظون على الأراضي في نفس الجانب، بحيث يشجع المنادين بأهمية الحفاظ على التربة أن يتم استكمال زراعة الأراضي التي يتم استخدامها لأغراض زراعية لمواصلة إنتاج المحاصيل في سبيل زيادة العائد، ومع زيادة العائد من جميع الأراضي المستخدمة، يمكن تخصيص أراضي أخرى للحفظ والإنتاج للتنوع البيولوجي، بحيث يجب على الأرض الزراعية أن تبقى في الإنتاج ولكن سيتعين عليها زيادة إمكانياتها الإنتاجية لمواكبة الطلب، في حين انه سيتم استخدام الأراضي التي لا يتم وضعها في الزراعة للحفاظ على التنوع البيولوجي (Green, et al. 2005).
في الواقع تشير بيانات منظمة الأغذية والزراعة إلى أنه بين عامي 1961 و 2012، انخفضت كمية الأراضي الصالحة للزراعة اللازمة لإنتاج نفس الكمية من الطعام بنسبة 68 بالمائة في جميع أنحاء العالم.

## فوائد الزراعة المحافظة
في مجال الزراعة المحافظة هناك العديد من الفوائد التي تعود على المنتج وكذلك المنادين بالحفاظ على التربة.
على جانب المحافظين على البيئة، يمكن النظر إلى الزراعة المحافظة على أنه مفيد لأن هناك محاولة للحفاظ على ما يستخدمه الناس كل يوم، وبما أن الزراعة هي واحدة من أكثر القوى تدميرا ضد التنوع البيولوجي، يمكن أن تغير الزراعة المحافظة الطريقة التي ينتج بها الإنسان الطعام والطاقة، مع الحفاظ على الفوائد البيئية من الزراعة المحافظة، وتشمل هذه الفوائد تعرية  أقل للتربة، وتحسين الحفاظ على المياه، والمحافظة على جودة الهواء بسبب انخفاض الانبعاثات التي يتم إنتاجها، وفرصة لانتشار التنوع البيولوجي في منطقة ما.
أما بالنسبة لجانب المنتج و/ أو المزارع، فإن الزراعة المحافظة تقوم بكل ما تقوم به الزراعة التقليدية، ولكنها يمكنها الحفاظ على التربة أفضل من الزراعة التقليدية، ويعتقد ثيودور فريدريش المتخصص في الزراعة المحافظة، أن «المزارعين يحبون الزراعة المحافظة لأنها تمنحهم وسيلة للحفاظ على مواردهم الطبيعية وتحسينها وجعلها أكثر كفاءة» (منظمة الأغذية والزراعة 2006).
وسيجد المنتجون أن الفوائد ستأتي من الزراعة المحافظة في وقت لاحق وليس قبل ذلك، نظرًا لأن الزراعة  المحافظة تتطلب وقتًا لبناء ما يكفي من المواد العضوية حتى تصبح التربة عبارة عن أسمدة خاصة لنفسها، فإن العملية لا تبدأ في العمل بين عشية وضحاها، ولكن إذا قام المنتجون بذلك خلال السنوات القليلة الأولى من الإنتاج، فإن النتائج ستكون مرضية.
وفقا لدراسة جديدة، تعتبر التربة موردًا متجددًا، مما يعني أن كل ما يتم إخراجه من التربة يمكن إعادته بمرور الوقت (New Standard 1992)، طالما تم الحفاظ على صيانة جيدة للتربة، ستستمر التربة في تجديد نفسها، هذا يمكن أن يكون مفيدًا جدًا للمنتج الذي يمارس الزراعة المحافظة  ويستمر في الحفاظ على التربة ستوفر له مستوى إنتاجي لفترة طويلة.
يمكن للمزارع و\أو المنتج استخدام الأرض نفسها بطريقة أخرى عندما يتم حصاد المحاصيل، يمكن إدخال الحيوانات إلى الحقل الذي كان يحتوي على المحاصيل في وقت ما وسيكون ذلك مفيداً للمزارع وللحقل نفسه، يمكن استخدام السماد الحيواني كسماد طبيعي والذي سيكون مفيدًا للمزارع في العام القادم عندما تزرع المحاصيل مرة أخرى.
وتساعد ممارسة رعي الماشية باستخدام الزراعة المحافظة المزارع الذي يزرع المحاصيل ويربى الماشية في نفس الحقل، فالثروة الحيوانية تنتج السماد العضوي أو السماد الحيواني والذي يكون بمثابة مساعدة كبيرة في توليد خصوبة التربة (Pawley W. 1963).
يمكن لممارسات الزراعة المحافظة ورعي الماشية في الحقل لسنوات عديدة أن تسمح بتحقيق عوائد أفضل في السنوات التالية طالما استمر اتباع هذه الممارسات.
تعتقد منظمة الأغذية والزراعة أن هناك ثلاث فوائد رئيسية من الزراعة المحافظة:
- بالنسبة للأراضي التي يتم استخدام الزراعة المحافظة بها، سيشهد المزارع زيادة في المادة العضوية.
- زيادة في الحفاظ على المياه بسبب طبقة من المواد العضوية والغطاء الأرضي للمساعدة في القضاء على الجريان السطحي.
- تحسين هيكل التربة ومنطقة التجذير.

## تطويرات مستقبلية
كما هو الحال في أي عمل آخر، يتطلع المنتجون والمحافظون على البيئة دائمًا نحو المستقبل، وفي هذه الحالة، تعتبر الزراعة المحافظة عملية مهمة جدًا يجب النظر إليها من أجل جيل مستقبلي، هناك العديد من المنظمات التي تم إنشاؤها للمساعدة في تثقيف وإعلام المنتجين في العالم حول الزراعة المحافظة، يمكن لهذه المنظمات أن تساعد في إبلاغ وإجراء الأبحاث وشراء الأراضي من أجل الحفاظ على الحيوانات والنباتات في الأرض (New Standard 1992).
وهناك طريقة أخرى يتم من خلالها الحفاظ على الزراعة المحافظة على المستقبل وهي الوقاية، وفقا للمجلة الأوروبية للعلوم الزراعية، يبحث المنتجون عن طرق للحد من مشاكل الارتشاح داخل حقولهم، ويستخدم هؤلاء المنتجون نفس المبادئ في إطار المحافظة على الزراعة، حيث أنهم يتركون الغطاء الأرضي على حقولهم من أجل إنقاذ الحقول من التآكل الناتج من المواد الكيميائية (Kirchmann & Thorvaldsson 2000).
أيضًا، فإن العمليات والدراسات من هذا القبيل تسمح بفهم أفضل لكيفية الحفاظ على ما نستخدمه وإيجاد طرق لإنقاذ التربة.
في نفس المقال، تم استعراض طريقة أخرى يتطلع بها المنتجون وصناع البيئة نحو المستقبل، بحيث يمكن أن يكون تداول المغذيات النباتية جزءًا حيويًا للحفاظ على المستقبل، مثال على ذلك هو استخدام السماد الحيواني وقد تم استخدام هذه العملية لبعض الوقت، ولكن المستقبل يبحث عن طرق للتعامل مع العناصر الغذائية والحفاظ عليها في السماد لمدة أطول.
وبالإضافة إلى فضلات الحيوانات، فإن الغذاء والنفايات الحضرية ينظر إليها أيضًا كطريقة ليتم استخدامها في الزراعة المحافظة على الموارد (Kirchmann & Thorvaldsson 2000).
إن تحويل هذه المنتجات من النفايات إلى استخدامها لزراعة المحاصيل وتحسين الغلة هو أمر من شأنه أن يكون مفيدا للمحافظين على البيئة والمنتجين.

### مخططات الزراعة البيئية
في عام 1992، أصبحت خطط الزراعة البيئية إلزامية لجميع الدول الأعضاء في الاتحاد الأوروبي، في السنوات التالية، تغير الهدف الرئيسي لهذه المخططات بشكل طفيف.
في البداية، سعت إلى حماية الأراضي المهددة، ولكنها حولت تركيزها تدريجيا إلى منع فقدان الحياة البرية في الأراضي الزراعية.
وفي الآونة الأخيرة، تركز الخطط أكثر على تحسين الخدمات التي يمكن للأرض توفيرها للإنسان (مثل التلقيح)، وعموما يهدف المزارعون المشاركون في هذا النظام إلى ممارسة تقنيات الزراعة الصديقة للبيئة مثل: الحد من استخدام مبيدات الحشرات، وإدارة أو تغيير أراضيهم لزيادة الموائل الأكثر ملاءمة للحياة البرية (مثل زيادة مناطق الأشجار والشجيرات)، والحد من الري، والحفاظ على التربة، والزراعة العضوية.
وبما أن التغييرات في الممارسات التي تكفل حماية البيئة مكلفة للمزارعين، فقد طور الاتحاد الأوروبي مخططات زراعية لتعويض المزارعين الأفراد مالياً لتطبيق هذه التغييرات وبالتالي زيادة تنفيذ الزراعة المحافظة على الموارد، وتعتبر الخطط تطوعية للمزارعين، وبمجرد انضمامهم يلتزمون بخمس سنوات على الأقل يتعين عليهم خلالها اعتماد أساليب زراعية مستدامة مختلفة.
وفقا لموقع الإحصاء الأوروبي، في عام 2009 شملت المساحة الزراعية المسجلة في مخططات الزراعة المحافظة 38.5 مليون هكتار (20.9٪ من الأراضي الزراعية في 27 دولة عضو في الاتحاد الأوروبي في ذلك الوقت) (مؤشر البيئة الزراعية 2015).
وقد أنفقت المفوضية الأوروبية ما مجموعه 3.23 مليار يورو على مخططات الزراعة الزراعية في عام 2012.
وفي مراجعة عام 2015 للدراسات التي تدرس آثار المخططات، وجد أن خطط الإنتاج لديها معدل نجاح أعلى في تعزيز عدد الأنواع المزدهرة حول الأرض، ويعتقد أن السبب وراء ذلك هو تركيز الخطة على تعزيز أنواع معينة من خلال تزويدها بموائل أكثر دون تغيير، مما يؤدي إلى زيادة الموارد الغذائية لتلك الأنواع المحددة، ومن ناحية أخرى تحاول مخططات الإنتاج تحسين نوعية الأرض بشكل عام، وبالتالي فهي أقل تحديدا، استنادا إلى النتائج يقترح المراجعون أن المخططات التي تستهدف بشكل أكثر تحديدًا مجموعات انخفاض الأنواع، قد تكون أكثر فعالية.
سيتم تنفيذ النتائج والأهداف بين عامي 2015 و 2020، بحيث يمكن إعادة تقييم فعالية هذه البرامج بحلول عام 2025 وسوف تزداد بشكل كبير (Batáry et al. 2015).

## مشكلات تواجه الزراعة المحافظة
بقدر ما يمكن أن تفيد الزراعة المحافظة على البيئة العالم، هناك بعض المشاكل التي تأتي معها، وهناك العديد من الأسباب التي تجعل الزراعة المحافظة على الموارد لا يمكن دائمًا أن تكون حالة مربحة للطرفين.
بحيث انه لا يوجد ما يكفي من الناس الذين يمكنهم التحول ماليا من الزراعة التقليدية إلى الزراعة المحافظة، لأنها تستغرق وقتا، عندما يصبح المنتج في البداية من المحافظين على البيئة، يمكن أن تكون النتائج خسارة مالية لهم (في معظم الحالات، يكون الاستثمار والسياسات موجودان بشكل عام).
تستند الزراعة المحافظة على الموارد إلى إنشاء طبقة عضوية وإنتاج السماد الخاص بالتربة وقد يستغرق ذلك بعض الوقت، يمكن أن يستغرق الأمر سنوات عديدة قبل أن يبدأ المنتج في رؤية عوائد أفضل مما كان عليه في السابق، وثمة مهمة مالية أخرى تتمثل في شراء معدات جديدة، عند البدء في استخدام الزراعة المحافظة على الموارد، قد يضطر المنتج إلى شراء مزارعات أو مثاقب جديدة لإنتاجها بفعالية هذه المهام المالية هي تلك التي قد تؤثر على ما إذا قرر منتج ما التحويل إلى الزراعة المحافظة أم لا.
مع الزراعة المحافظة على البيئة تأتي فكرة إنتاج ما يكفي من الغذاء، مع تقليص الأسمدة، وعدم اتباع عملية حرث الأرض وغيرها من العمليات تأتي مسؤولية لتغذية العالم.
وفقا لمكتب المراجع السكانية، كان هناك حوالي 6.08 مليار شخص على الأرض في عام 2000، وبحلول عام 2050 سيكون هناك ما يقدر بنحو 9.1 مليار شخص، مع هذه الزيادة تأتي مسؤولية المنتجين لزيادة الإمدادات الغذائية باستخدام الأرض نفسها أو أقل مما نستخدمه اليوم.
تنشأ المشاكل في حقيقة أنه إذا لم تنتج مزارع الحفظ الزراعية قدر ما تنتج المزارع التقليدية، فإن هذا يترك العالم مع طعام أقل لعدد أكبر من الناس.

## لمزيد من الاطلاع
- Agri-environmental indicator- commitments, 2015. [26 November 2015]
- Batáry, P. et al., 2015. The role of agri-environment schemes in conservation and environmental management. Conservation Biology, 29(4), pp. 1006–1016.
- Food and Agriculture Organization (FAO). 2006. Agriculture and Consumer Protection Department. Rome, Italy Available from http://www.fao.org/ag/magazine/0110sp.htm نسخة محفوظة 8 يوليو 2015 على موقع واي باك مشين. (Accessed November 2007).
- Food and Agriculture Organization (FAO). 2007. Agriculture and Consumer Protection Department. Rome, Italy Available from http://www.fao.org/ag/ca/ (Accessed November 2007).
- Gupta, R., Hobbs, P.R., Sayre, Ken. 2007. The role of conservation agriculture in sustainable agriculture. The Royal Society. Pg. 1-13.
- Kirchmann, H., Thorvaldsson, G. 2000. European Journal of Agronomy. Challenging Targets for Future Agriculture. Vol. 12, Issues 3-4. Pg 145-161.
- New Standard Encyclopedia. 1992. Standard Educational Operation. Chicago, Illinois. Pg(s) A-141, C-546.
- Pawley, W.H. 1963. Possibilities of Increasing World Food Production. Food and Agriculture Organization of the United Nations. Rome, Italy. Pg 98.
- Population Reference Bureau. 2007. Washington, D.C. Available from h ttp://www.prb.org/Journalists/FAQ/WorldPopulation.aspx. (Accessed December 2007).

## روابط خارجية
- إدارة الزراعة المستدامة والموارد الطبيعية - SANREM INNOVATION LAB
- مركز معلومات الإدارة البيئية للزراعة وجودة المياه، وزارة الزراعة بالولايات المتحدة نسخة محفوظة 3 مايو 2015 على موقع واي باك مشين.
- قطاع الزراعة المحافظة وحماية الزراعة والمستهلك، منظمة الأغذية والزراعة، الأمم المتحدة
- مشروع تقييم آثار المحافظة، وزارة الزراعة بالولايات المتحدة
- برامج المحافظة للـ FSA، وكالة خدمة المزارع، وزارة الزراعة بالولايات المتحدة
- Hobbs, P.R., Sayre, Ken & Gupta, R. (2008) The role of conservation agriculture in sustainable agriculture. Philosophical transactions of the Royal Society of London. Series B, Biological sciences 363(1491): 543-555.
- NRCS Conservation Programs, Natural Resources Conservation Service, U.S. Department of Agriculture